# Chiesa di San Giovanni Battista (Assemini)
La chiesa di San Giovanni Battista, nota anche come oratorio, è un edificio di culto consacrato a San Giovanni Battista che si trova nel centro storico di Assemini, cittadina della Sardegna in provincia di Cagliari, nei pressi della Chiesa parrocchiale di San Pietro.
L'edificio di piccole dimensioni è un pregevole esempio di chiesa bizantina, quasi unico in tutto il Mediterraneo, eretta tra il IX e il X secolo, ha una pianta a croce greca inscritta in un quadrato con una cupola che si erge al centro, mentre i bracci sono voltati a botte; la facciata è realizzata in pietre calcaree.
La chiesa, citata nel 1108 in un documento attestantene la donazione alla Cattedrale di San Lorenzo da parte di Mariano II Torchitorio II
, è fonte di grande interesse non solo per le sue caratteristiche strutturali, raramente riscontrabili in altre chiese italiane, ma anche per due iscrizioni greche risalenti al X-XI secolo (una probabilmente riferita al giudice di Cagliari Torchitorio e alla moglie Getite, e l'altra a Nispella, moglie di un secondo Torchitorio) e per il ritrovamento di alcune suppellettili come brocche battesimali e piatti decorati di fattura islamica.